# Larisa Hienijuš
Larisa Hienijuš (în belarusă: Ларыса Геніюш; n. 27 iulie/9 august 1910, Grodno County⁠(d), Vilna Governorate-General⁠(d), Imperiul Rus – d. 7 aprilie 1983, Zeĺva⁠(d), RSS Bielorusă, URSS) a fost o poetă, scriitoare și participantă activă a mișcării naționale din Belarus.

## Biografie

### Copilărie și tinerețe
S-a născut ca Larisa Miklaševič pe moșia Žlobaǔcy (acum raionul Vaǔkavysk, regiunea Grodno) în familia unui bogat proprietar de pământuri. Ea a avut mai mulți frați. Hienijuš a mers la o școală poloneză. În 1928 a terminat cu succes școala gimnazială poloneză Vaǔkavysk. La acea vreme, ea s-a familiarizat cu literatura mondială - clasicii polonezi, scandinavi și englezi. De asemenea, a început să scrie poezie.

### Viața în Praga
La 3 februarie s-a căsătorit cu un student la medicină, Janka Hienijuš, care în acel moment studia la Universitatea Carolină, Praga. În 1937, după nașterea fiului lor Jurka, s-a alăturat soțului ei la Praga. Acolo, unul dintre vecinii lui Hienijušs a fost Alexandra Kosach-Șimanovskaia, sora scriitoarei Lesia Ukrainka - a cărei operă a influențat-o foarte mult pe poeta bielorusă. Primele poezii publicate de Hienijuš au apărut în 1939 în „Раніца”, un ziar din Berlin al emigranților bieloruși. În iulie 1941, ca membră a Comitetului de auto-ajutorare din Belarus, Hienijuš a eliberat un document familiei evreiești Wolfsohn, prin care au fost desemnați ca bielorusi ortodocși, cu toate că toți membrii comitetului erau conștienți că aceștia erau evrei. Din această cauză, familia Wolfsohn a reușit să supraviețuiască celui de-al doilea război mondial. În 1942, a fost publicată prima sa colecție de poezie, „Ад родных ніў”. Aceasta are ca temă nostalgia și gânduri despre soarta patriei sale.
Când în 1939 Armata Roșie a preluat controlul vestului Belarusului, tatăl poetei, Anton Miklaševič, a fost împușcat, iar mama și cele două surori ale sale au fost deportate în Kazahstan. Potrivit voinței președintelui de atunci al Republicii Populare Belarus Vasil Zacharka, Larisa Hienijuš a fost numită secretar general al guvernului în exil al Republicii Populare Belarus, în martie 1943. Ea a păstrat și a organizat arhiva republicii, a avut grijă de imigranții din Belarus, refugiații politici și de prizonierii de război. Ea a ascuns cea mai valoroasă parte a arhivei, pentru a nu fi la îndemâna NKVD și MGB. Mai târziu, serviciul de securitate sovietic a torturat-o pe poetă pentru a afla unde este arhiva.

### Arestare și condamnare
După cel de-al doilea război mondial, Larisa Hienijuš împreună cu soțul și fiul ei au locuit în Vimperk, lângă Praga. La 5 martie 1948, au fost arestați de MGB. Atât Larisa, cât și Janka Hienijuš au fost închiși în închisorile din Cehoslovacia și Lviv, Ucraina. În octombrie 1948 au fost transferați la o închisoare din Minsk. Aici Larisa Hienijuš a fost interogată și torturată de ministrul Securității Statului Lavrentii Tsanava.
La 7 februarie 1949, ambii soți Hienijušes au fost condamnați la 25 de ani de închisoare. Poeta a executat sentința în lagăre din Republica Sovietică Socialistă Autonomă Komi. Ea a dat dovadă de forță spirituală fenomenală, aducând împreună bieloruși și prizonieri de alte naționalități și a continuat să scrie poezie. Prizonierii au numit-o Mama și poeziile ei - glucoză, memorându-le pe de rost și citindu-le ca pe o rugăciune. După opt ani, Larisa Hienijuš a fost eliberată în 1956.
Soarta tragică s-a abătut asupra altor membri ai familiei Miklaševič: mama poetului și cele două surori au murit în Kazahstan în 1945; fratele ei, Arkadź, soldat al armatei lui Władysław Anders, a murit la 27 iulie 1944 în bătălia de la Monte Cassino din Italia, iar un alt frate, Raścislaǔ, soldat al armatei poloneze, a murit la 26 (28?) aprilie 1945 lângă Berlin.

### Viața în Zelva
După eliberare, poeta s-a stabilit în casa soțului ei din Zelva, Republica Sovietică Socialistă Belarusă. Cei doi au refuzat să accepte cetățenia sovietică, iar restul vieții lor a trăit cu mențiunea „apatrid” în pașapoarte. De mai multe ori au solicitat reabilitare, dar de fiecare dată au primit un răspuns: „Condamnați în mod legal”. KGB a urmărit-o pe poetă peste tot, a citit scrisorile care i-au fost trimise din întreaga lume, a instalat dispozitive de spionaj în casa ei. Janka Hienijuš a fost lăsată să lucreze ca medic în clinica locală, iar soția ei - nu pentru mult timp - la curățenie. În 1979, Janka a murit și poetei i s-a acordat o pensie foarte mică. Autoritățile i-au refuzat poetei o bătrânețe liniștită; doar o dată i s-a permis să-și viziteze fiul, Jurka, care locuia în Białystok, Polonia.
Timp de aproape zece ani, operele poetului au fost interzise total. Abia în 1963, poeziile ei scrise după ce a ieșit din închisoare au fost publicate pentru prima dată în revistele din Belarus. Datorită președintelui sovietului suprem al RSS Belarusă de atunci, Maksim Tank, prima colecție de lucrări a sa, „Невадам зь Нёмана” a fost publicată în Belarus în 1967. A fost editată de Uladzimir Karatkievič pro bono. A inclus majoritatea poeziilor din «Ад родных ніў» cu unele pasaje cenzurate, precum și poezii noi din perioada Zelva. Apoi, ani de zile i s-a permis să publice doar poezie pentru copii.

### Deces și refuzul de reabilitare
Larisa Hienijuš a murit în 1983. Mii de oameni au venit la înmormântarea ei.
În 1999, Comitetul Helsinki din Belarus a făcut apel la Parchetul General pentru a anula o sentință nedreaptă împotriva ambilor soți Hienijušs. Parchetul a transmis apelul către Curtea Supremă, care a refuzat anularea, întrucât „nu există motive de reabilitare”. Cu toate acestea, motivul refuzului a fost necunoscut întrucât, potrivit scrisorii Curții, „aceste [informații] pot fi oferite doar persoanei reprimate”.

### Poezie
- Ад родных ніў (Praga, 1942; volum retipărit la Slonim, 1995)
- Невадам з Нёмана (Minsk, 1967)
- На чабары настоена. Лірыка (Minsk, 1982)
- Dzieviać vieršaǔ (Biełastok, 1987)
- Белы сон: Вершы і паэмы (Minsk, 1990)
- Вершы: Рукапісны зборнік din 1945—1947 (Londra, 1992)
- Маці і сын (пад адной вокладкай зборнікі Ларысы Геніюш «Сэрца» і Юркі Геніюша «Да свету») (Biełastok, 1992)
- Выбраныя вершы (Minsk, 1997)
- Выбраныя творы (Minsk, 2000)

### Cărți pentru copii
- Казкі для Міхаські (Minsk, 1972)
- Добрай раніцы, Алесь (Minsk, 1976)

### Alte lucrări
- Споведзь: (успаміны) (Minsk, 1993)
- Каб вы ведалі: З эпісталярнай спадчыны (1945-1983) (Minsk, 2005)